# شمع‌لوستر

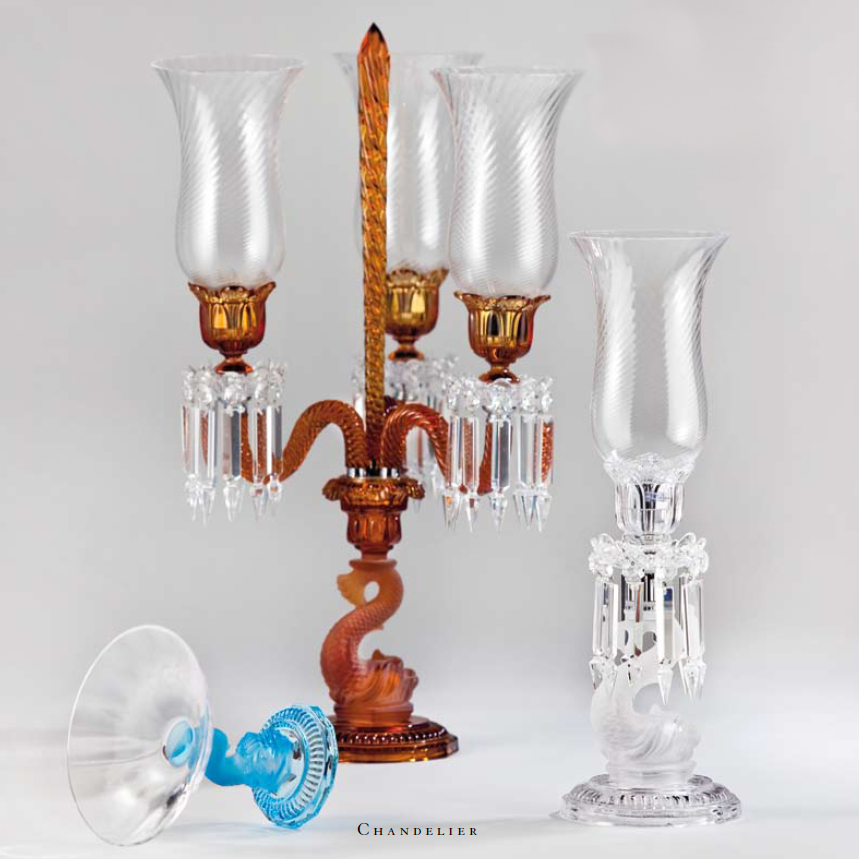
شمعدان کریستالی از فرانسه

شمع‌لوستر (به انگلیسی: Candelabra)، یک نگه‌دارنده شمع با چند بازو است.
اگرچه برق باعث شده است که شمع‌گیرها به استفاده تزئینی منتقل شوند، اما طراحان داخلی همچنان از چراغ‌ها و لوازم روشنایی پس از شمعدان و شمع‌لوستر مدل‌سازی می‌کنند. بر این اساس، اصطلاح شمع‌لوستر برای توصیف لامپ‌های کوچک که در لوسترها و سایر وسایل روشنایی ساخته شده برای تزئین و همچنین روشنایی استفاده می‌شود رایج شده است.
در یهودیت و در مذهب فیلیپین (Iglesia ni Cristo)، منورا نوع خاصی از شمعدان است.

## مفرد و جمع

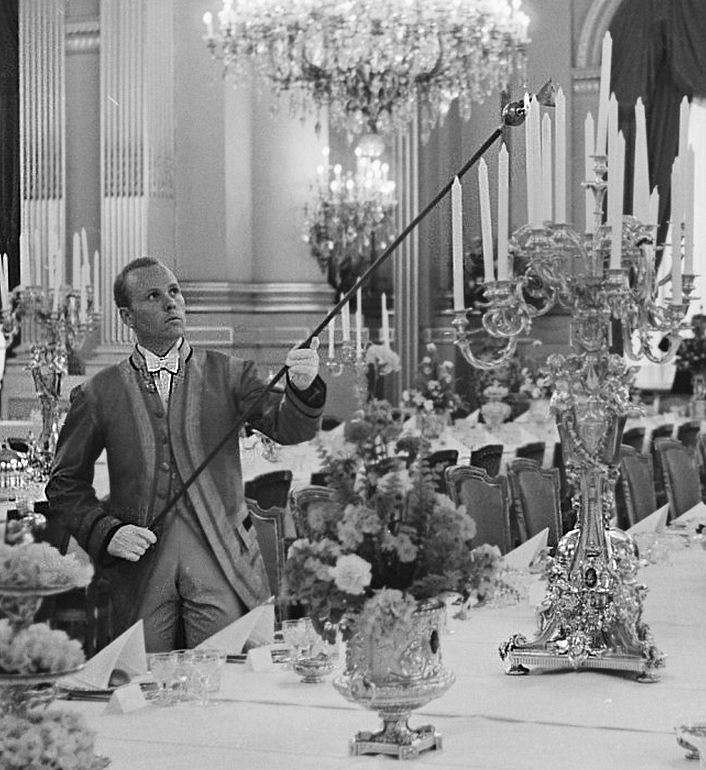
شمع‌لوستر برای مناسبت‌های دولتی در دربار بلژیک استفاده می‌شود (۱۹۶۰).

این کلمه در اصل از لاتین آمده است که در آن «candelabrum» به صورت مفرد و «candelabra» به صورت جمع است. با گذشت زمان در استفاده از زبان انگلیسی تغییر کرد، به‌طوری که «candelabra» به‌عنوان مفرد و «candelabras» به‌عنوان جمع در حال حاضر بیشتر استفاده می‌شود.

## تاریخچه
یک مثال قدیمی، شمع‌لوستر برنزی است که توسط کالیماخوس (Callimachus) برای معبد باستانی اِرِختیون در آتن ساخته شده است تا چراغ مقدس را برای مینروا حمل کند. در این حالت ممکن است لامپ معلق باشد، مانند مثال پمپئی. این شامل یک ساقه یا نی بود، قسمت فوقانی با ویژگی برجسته چراغ‌ها و پایه‌ای که روی سه پای شیر یا شیردال قرار گرفته بود. گاهی یک دیسک در بالا برای حمل چراغ وجود داشت و گاهی یک جام توخالی وجود داشت که در آن چوب‌های صمغی سوزانده می‌شد. اصل اصطلاح نشان می‌دهد که در بالای دیسک میخ طویله‌ای برای حمل شمع موم یا پیه وجود داشت.
علاوه بر این شمع‌لوستر برنزی که انواع مختلفی در موزه‌ها دارد، رومی‌ها بیشتر از سنگ یا مرمر برای تکیه‌گاه‌های بسیارسنگین استفاده می‌کردند که نمونه‌های زیادی از آنها در حمام رومی یافت شد. این شامل یک پایه، اغلب مثلثی، و با طراحی مشابه با قربانگاه‌های کوچک و یک شافت یا به شکل غنی قالب‌بندی شده یا با گیاه پای خرس تراشیده شده و با یک فنجان یا حوض بزرگ تاج‌گذاری شده است. نمونه خوبی از این مورد در موزه‌های واتیکان وجود دارد. به نظر می‌رسد نمونه‌های رومی به‌عنوان الگوی بسیاری از شمع‌لوسترها در کلیساهای ایتالیا عمل کرده‌اند.

## آنتن‌های شمع‌لوستر
در ایالات متحده و کانادا، کلمه شمع‌لوستر برای اشاره به دکل مخابراتی با چندین آنتن انتقال استفاده می‌شود. برج سوترو در سانفرانسیسکو و مرکز جان هنکاک در شیکاگو نمونه‌هایی از این سازه‌ها هستند. ایستگاه‌های تلویزیونی بالتیمور، WMAR-TV, WBAL-TV و WJZ-TV در سال ۱۹۵۹ اولین برج شمع‌لوستر سه آنتن جهان را به ارتفاع ۷۳۰ فوت ساختند. نمونه‌های دیگر عبارتند از Mount Royal Candelabra در مونترال، برج KXTV/KOVR/KCRA، برج شمع‌لوستر KSMO، برج شمع‌لوست رKMBC/KCWE، برج شمع‌لوستر ارتباطی مدیسون در مدیسن، ویسکانسین.